# Chaim Dawidsohn
Chaim Dawidsohn (ur. 1760 w Pińczowie, zm. 17 marca 1854 w Warszawie) – polski rabin, kupiec, przewodniczący żydowskiej wspólnoty, uczony. Naczelny rabin Warszawy w latach 1839–1854.

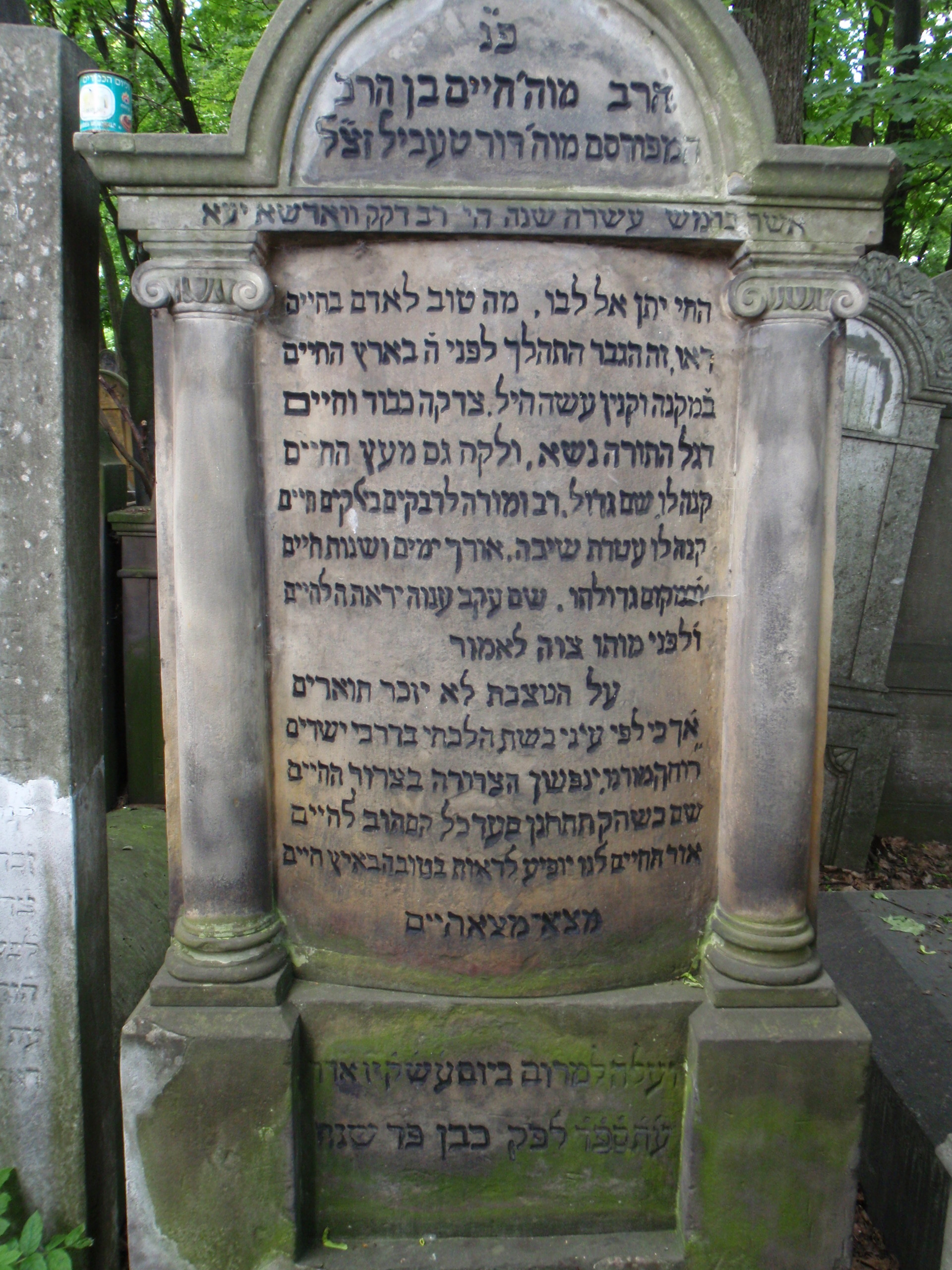
Grób Chaima Dawidsohna na cmentarzu żydowskim w Warszawie

## Życiorys
W 1801 roku objął kierownicze stanowisko w Bractwie Pogrzebowym (Chewra Kadisza) w Warszawie, w tym czasie zarządzał również administracją szpitala. Kiedy władze rozwiązały warszawską gminę żydowską w 1831, był jednym z trzech kierowników (dozorcą) wyznaczonym na tej pozycji.
Obok ówczesnego rabina Warszawy, Szlomo Zalmana Lipszyca, również Dawidsohn był przeciwko przyjmowaniu żydów do wojska, podczas powstania listopadowego w 1831 r. Jako argument podał obowiązek golenia. Mimo to, zachęcał do pomocy powstańcom. W 1838 r. zbierał składki dla „Bractwa Głównych Jałmużników na Polskę”, które powstało w Warszawie na początku XIX w. Ich celem było zgromadzenie funduszy dla osadników żyjących  w Izraelu. Gdy Lipszyc zmarł w 1839 r., Dawidsohn został wybrany na naczelnego rabbiego Warszawy mimo swojego zaawansowanego wieku. Według doniesień, Dawidsohn został wybrany dzięki inicjatywie Icchaka Meira Altera, inne źródła informują, że stało się tak ze względu na sugestie Jaakowa Gesundheita.
Z zamiłowaniem zgłębiał wiedzę talmudyczną, z której był znany. Był również entuzjastą halachy. Na krótko przed śmiercią spalił wszystkie swoje zapiski, ponieważ uważał, że nie są one godne publikacji. Pozostawił po sobie synów – starszy, Abraham Abele został rabinem w miejscowości Biała. Młodszy, Naftali był bogatym kupcem.
Był misnagedem, żył w duchu ortodoksyjnym, szanując żydowskie tradycje. Pomimo to, był bardzo szanowany wśród społeczności chasydów, jak i wśród maskili. Zachęcał polskich Żydów do nauki języka polskiego oraz tłumaczenia hebrajskich modlitewników.
W 1849 roku Dawidsohn, w związku z wymaganiami władz w sprawie ubioru żydów, apelował do wszystkich, żeby zaniechali noszenia: (...) długich pejsów, czapek futrzanych (zwanych hytel i strajmhytel), kapelusza z szerokim rondem, krymki, chałata, jedwabnych lub prunelowych kapot, ani też pasów i trzewików. Owszem obowiązkiem każdego starozakonnego jest nosić ubiór przepisami wskazany, a mianowicie: kapelusz z wąskim rondem, lub furażerki, kupoty z sukna lub z innej materii, wzmiankowanymi przepisami nie zakazanej, algierki sukienne lub płaszcze z pelerynami, a zamiast trzewików – buty.
Chaim Dawidsohn został pochowany na cmentarzu żydowskim przy ulicy Okopowej w Warszawie (kwatera 1, rząd 6)